# Кабульський плов

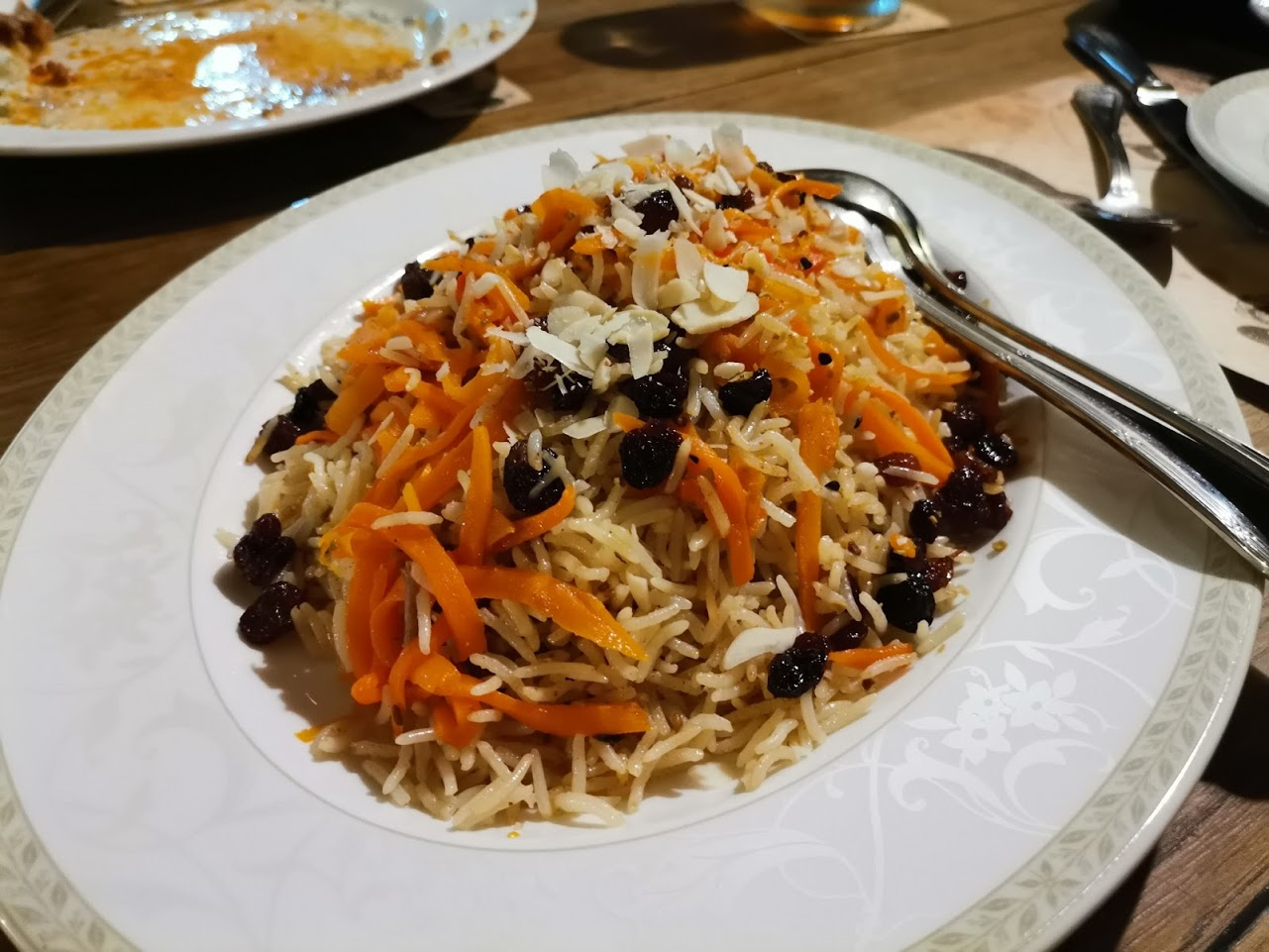
Кабульський плов у київському ресторані

Кабульський плов, афганський плов (перська : قابلی پلاو) є різновидом плову, зробленого в Афганістані, і в інших країнах Центральної Азії. Він складається з рису, змішаного з родзинками, морквою та яловичиною або бараниною. Існують різні варіації залежно від регіону.

## Подача
Цей плов вважається святковою та важливою стравою завдяки ціні та якості інгредієнтів. Плов традиційно розміщується в центрі їжі з іншими продуктами, що розставляють навколо.

## Походження
Хоча страву часто неправильно називають «Кабульський палав» через помилкові транскрипції перського слова «кабелі», вона не походить з Кабула. Більш імовірним місцем походження кабелі палау є Північний Афганістан, зокрема прикордонний регіон з Узбекистаном.  Варіант кабелі палау, який готують узбеки в Афганістані, також називається «узбакійський палау». Узбецький варіант приготування палав відрізняється від традиційного афганського палау тим, що рис не пропарюється ( м'який метод), а вариться до повного вбирання рідини ( дампохтний метод). 
 Щоб ще більше заплутати назви, афганські емігранти в Дубаї та Стамбулі почали продавати цю страву під назвою рис Бухарі, що знову натякало на ймовірне походження з прикордонних районів Афганістану та Узбекистану. З поширенням страв із бухарського рису в країнах Перської затоки місцеві варіанти почали суттєво відрізнятися від автентичного кабелі палав.
1. ↑  Marsden, Magnus (April 2021). Commerce, Cuisine and Cultural Exchange in Afghanistan, West Asia and Beyond (PDF). Afghanistan. Edinburgh University Press. 4 (1): 6 5. doi:10.3366/afg.2021.0067.
2. ↑  Saberi, Helen (2000). Afghan Food & Cookery (вид. 7). New York: Hippocrene Books, Inc. с. 134. This is Qabili pilau as prepared by the Uzbeks using the dampokht method of cooking rice. It is, I think, a quicker and simpler way than the sof method
3. ↑  Marsden, Magnus (April 2021). Commerce, Cuisine and Cultural Exchange in Afghanistan, West Asia and Beyond. Afghanistan. Edinburgh University Press. 4 (1): 66. doi:10.3366/afg.2021.0067. Процитовано 28 травня 2023. If Saudi publics as well as those visiting the country for trade, pilgrimage and labour, consumed heaps of Bukhari rice in Afghan-run eateries, diners from Afghanistan would take up their positions in more modest cafes serving authentic northern Afghan dishes accordingly: Qabili palaw Uzbeki (Uzbek-style rice with meat), chaynaki (meet cooked with chickpeas in a teapot), seekh kebab (meat grilled on skewers), and kaala pacha (stewed cows feet with black pepper). Such eateries are mostly located in parts of Saudi cities that are and have been for decades home to sizeable and long-standing communities of Central Asian émigrés and northern Afghans, collectively referred to as the ‘Bukharis.’
4. ↑  Salah, Maha (27 березня 2020). Bukhari Rice and Chicken. Middle East Monitor. Ardi Associates Ltd. Процитовано 28 травня 2023.